# パトリオット (インディアナ州)
パトリオット（英: Patriot）は、アメリカ合衆国のインディアナ州にある町。オハイオ川に面する。2000年国勢調査時の人口は202人。

## 地理
国勢調査局の調査では総面積0.7平方キロメートル（0.3平方マイル）で、うち0.6平方キロメートル（0.2平方マイル）が陸地、総面積の15.38%にあたる0.1平方キロメートル（0.04平方マイル）が水域である。

## 人口動態
2000年の国勢調査時点でこの町には202人、73世帯、60家族が暮らしていた。人口密度は1平方キロメートルあたり354.5人で、平方マイルに換算すると906.7人となる。住居数は108軒で、1平方キロメートルの土地に189.5軒（1平方マイルでは484.8軒）が建っていることになる。白人が98.02%、アフリカン・アメリカンが0.50%、先住民が0.50%、混血が0.99%、ヒスパニック系が0.99%をそれぞれ占める。
73世帯のうち38.4%は18歳未満の子供と暮らしており、63.0%は夫婦で生活している。13.7%は未婚の女性が世帯主であり、17.8%は家族以外の住人と同居している。13.7%が独り身世帯で、2.7%を独居老人が占める。1世帯あたりの平均構成人数は2.77人、家庭の構成人数は3.00人である。
住民のうち27.2%が18歳未満の未成年、8.9%が18歳以上24歳以下、29.7%が25歳以上44歳以下、26.2%が45歳以上64歳以下、7.9%が65歳以上となっており、平均年齢は36歳である。女性100人に対し男性は114.9人いる一方、18歳以上の女性100人ごとに対しては113.0人いる。
一世帯あたりの平均収入は37,500米ドルで、家族ごとでは38,438米ドルである。男性の平均収入は29,135米ドル、女性の平均収入は26,071米ドルで、労働者でない人々も含めた住民一人当たりの収入は16,866米ドルとなる。住民の10.4%、家族の6.0%、18歳未満の子どもの17.6%は貧困線以下の生活を送っている。64歳以上の老人で貧困線以下の生活を送っている者はいない。

## 出身有名人
- エルウッド・ミード - 1924年から1936年にかけアメリカ開拓局長を務め、フーバーダムの建設を監督した